# Erythroneura beameri
Erythroneura beameri är en insektsart som beskrevs av Robinson 1924. Erythroneura beameri ingår i släktet Erythroneura och familjen dvärgstritar. Inga underarter finns listade i Catalogue of Life.